# Клинок бессмертного (фильм)
Клино́к Бессме́ртного (яп. 無限の住人 Мугэн но дзю:нин) — самурайский боевик 2017 года режиссера Такаси Миикэ, с Такуей Кимурой и Ханой Сугисаки в главных ролях, киноадаптация одноименной манги Хироаки Самуры. Повествование сосредоточено на бессмертном самурае Мандзи (Кимура), который становится телохранителем сироты по имени Рин Асано (Сугисаки), когда они отправляются в путешествие, чтобы отомстить членам самураев Итто-рю, которые убили родителей ребенка.
Лента участвовала во внеконкурсной программе 70-го Каннского международного кинофестиваля (2017).
Собрав в прокате 8,40 миллиона долларов, фильму не удалось достичь ожидаемого успеха. Тем не менее, фильм получил в целом положительный отклик критиков за обработку сцен драки и отношений между двумя главными героями. Компания также добилась хороших продаж в Японии благодаря своим домашним медиа-продуктам. Самура выразил удовлетворение, наблюдая за конечным продуктом. Он был номинирован на две награды, но не смог получить ни одну из них.

## Сюжет
Безымянный самурай путешествует по Японии, занимаясь убийством людей. Все называют его Мандзи, что означает «свастика». В прошлом по вине Мандзи погибли сестра и её муж, поэтому парень и бушует, навлекая беду на свою голову как наказание. Однажды на его пути оказывается старушка-монахиня. Она заражает бродягу «кровяными червями» — загадочными паразитами, которые делают своего носителя бессмертным, затягивая ему раны и восстанавливая отрубленные конечности. Самурай отныне ищет смерти, но умереть не может. Мандзи убеждает старушку принять одно его условие: он снова сможет стать смертным, когда истребит тысячу злодеев.

## В ролях
- Такуя Кимура — Мандзи, самурай, главный герой фильма
- Хана Сугисаки — Рин Асано
- Сота Фукуси — Кагэхиса Аноцу
- Хаято Итихара[5] — Сира
- Эрика Тода — Макиэ Отоно-Татибана
- Кадзуки Китамура — Сабато Курои
- Тиаки Курияма — Хякурин
- Синносукэ Мицусима — Тайто Магацу
- Итикава Эбидзё XI — Эйку Сидзума
- Мин Танака — Кагимура Хабаки
- Цутому Ямадзаки — Кэнсуи Ибанэ